# Zaprionus tuberarmatus
Zaprionus tuberarmatus är en tvåvingeart som beskrevs av Tsacas och Chassagnard 1990. Zaprionus tuberarmatus ingår i släktet Zaprionus och familjen daggflugor. Inga underarter finns listade i Catalogue of Life.